# ふじきイェイ!イェイ!
ふじきイェイ!イェイ!（1973年4月19日 - ）は、日本のお笑い芸人。ピン芸人、ものまねタレント、俳優として活動。本名、齋藤 稔（さいとう みのる）。滋賀県彦根市出身。

## 来歴
中学校の頃に友人とC-C-Bや聖飢魔IIのコピーバンドなどで活動を開始。1988年、中学二年生の時に学校を休んでびわ湖放送「おしゃべりTOWAY」(司会 島よしのり)に出演。当時のバンド名は「アルジェ」。オリジナルバンドで「アトラスみのる」と名乗っていた。勝ち抜き形式の番組で三週勝ち抜いて大学生バンドに負けた。10代後半から22-23歳頃は、ヴィジュアル系ロックバンドのメンバーだったときがあった。上京した1993年頃、歌手のHANZOと出会い歌を指導される。この頃、元FIELD OF VIEWの浅岡雄也と出会い、今でも親交がある。バンド活動を辞めた2000年頃に、元ちびっこギャングの藤井一男に出会い、弟子入りするような形で藤井の下で演技を学ぶ。ハイテンション芸は、このとき身につける。藤井のもとを離れる。
2003年そっくり館キサラのオーディションに合格。芸名を「ふじきみのる」とする。この名前は、最初“師匠”だった藤井の名をとって「ふじいみのる」にしようとしたということであったが、過去の経緯から気が引けたこともあって「ふじき」と一字変えたとしている。その後諸事情から一時休止した期間を経て、「ふじきみつぐ」に改名。この名前は、当時のオフィスインディーズ社長が「お前は女に貢いでいるイメージがする」と思ったことに由来するとしている。そっくり館キサラや、土浦歌芸夢者（かげむしゃ）などのショーパブでものまねを磨いていく。ものまねタレントゆうぞうと、コンマツーというものまねコンビをやっていたが一年で解散。同年、グッチ裕三と対面を果たしものまねの指導を受ける。
2005年9月13日に『第1回エアギター&バンド大会』に出場し、優勝。2008年から芸名を「ふじきイェイ!イェイ!」に改める。これは「ふじきみつぐ」時代から決め台詞のように使っていたギャグをそのまま芸名にしたものでもある。2008年、TBSあらびき団で浜田雅功のものまねを本人の前でやり、「ええ根性してるね」と浜田に言われる（下述）。同年、オスカープロモーションに移籍。2010年頃から『B'z軍団』に加入。2012年、日本テレビものまねグランプリにものまねビジーフォーで出演しグッチ裕三のものまねを披露。同年、B'z軍団を卒業する。
2015年からアヴィラ所属。
2018年から舞台役者としても活動している。
2020年よりエンタテインメントグループJADE☆BOXとして活動を始める。

## エピソード
『日曜×芸人』（テレビ朝日）にTUBEのものまねで出演した際、若林正恭（オードリー）に「チューブというよりインスタントジョンソンゆうぞうさんじゃねぇーか！」と言われ急遽、チューブものまねにゆうぞうを無理やり導入した。
『ギュッとまとめました』（日本テレビ）にて松木安太郎のものまねをしたところ、ご本人に「全然似てない」と言われた。
フジテレビとんねるずのみなさんのおかげでしたの人気コーナー博士と助手〜細かすぎて伝わらないモノマネ選手権〜では「悲しい曲も陽気に歌ってしまうグッチ裕三」で出演。グッチ裕三コンサートでグッチ本人と再会した際、グッチ本人からものまねのマイクさばきを教わったことがある。また、グッチの行っていたものまねネタも多数コピーしている。

## 芸風
主に物真似で活動。『そっくり館キサラ』に出始めたばかりの頃は、ジェームス・ブラウン、タイガー・ウッズ、田原俊彦の3ネタを使いまわしてばかりだったが、その後徐々にレパートリーを増やし、グッチ裕三、松木安太郎、浜田雅功、伊藤淳史、加藤茶、宮川大輔、竹中直人、西田敏行、前田吟、緒方賢一（忍者ハットリくん獅子丸の声優）、マイケル・ジャクソン、氷川きよし、B'z、TUBE、吉幾三、細川たかし、スキャットマン・ジョン、メバル（魚）など約100のレパートリーを持つ。その後、浜田の物真似がクローズアップされるようになり、テレビ出演の時は浜田の物真似を行うことが多くなる。この時には、笑いやツッコミなどの仕草を「浜ちゃん体操」などのネタに合わせて演じる、などのものがある。スカジャン姿で出演することが多い。このネタが『あらびき団』の『1周年記念90分拡大SP』（2008年10月1日放送）でゲスト出演した浜田本人に観られ「ええ根性してるね」などと言われたこともあった。
浜田の物真似を始めたきっかけは、茨城県土浦市のショーパブで、酔っぱらった客から「浜ちゃんに似てないか?」と言われ（言われた瞬間は『釣りバカ日誌』の浜ちゃんのことかと思ったと言うが）、共演の芸人にダウンタウンの浜田さんのことだよと言われ、その後の2部のショーでかつらをかぶってネタを試してみたところ、良いウケをもらったことからだったという。

## ものまねレパートリー
（公式プロフィール（アヴィラHP）、タレント・芸人データベース（プランニングオフィス・ケイトHP）による。）
- アース・ウィンド・アンド・ファイアー
- 哀川翔
- 伊藤淳史
- 稲垣潤一
- 井上陽水
- m.c.A・T
- エリック・クラプトン
- エルヴィス・プレスリー
- 大江千里
- 織田哲郎
- 小野正利
- Official髭男dism
- 加藤茶
- KAN
- グッチ裕三
- クリスタルキング
- 郷ひろみ
- さかなクン
- ザ・キング・トーンズ
- サンプラザ中野くん
- C-C-B
- ジーン・ケリー
- ジェームス・ブラウン
- ジプシーキングス
- スキャットマン・ジョン
- スタイリスティックス
- 千昌夫
- タイガー・ウッズ
- ダウンタウン
- 竹中直人
- 田原俊彦
- DA PUMP
- たま
- TUBE
- TM NETWORK
- テンプテーションズ
- トーケンズ
- 中尾彬
- 西田敏行
- 濱田岳
- ビージーズ
- B'z
- 氷川きよし
- フォー・シーズンズ
- 藤井フミヤ
- プラターズ
- ポール・アンカ
- 細川たかし
- マイケル・ジャクソン
- 前田吟
- 松木安太郎
- Mrs. GREEN APPLE
- 美空ひばり
- 三波春夫
- 宮川大輔
- 村下孝蔵
- メバル
- ゆうぞう（インスタントジョンソン）
- 吉幾三
- ライチャス・ブラザーズ
- LOUDNESS
- ルイ・アームストロング
- ルチアーノ・パヴァロッティ
- ロイ・オービソン
- ロス・パンチョス
- 一人ウィ・アー・ザ・ワールド
・・・他

## 出演
- エンタの神様（日本テレビ） - 「ふじきみのる」時代に出演。
- 爆笑そっくりものまね紅白歌合戦スペシャル（フジテレビ）-ビジーフォーグッチ裕三ものまねで出演。
- Gの嵐!（日本テレビ）
- 99プラス（日本テレビ）
- ヘビメタさん（日本テレビ）
- 北野タレント名鑑（フジテレビ）
- あらびき団（TBSテレビ） - 2008年9月10日（第43回）浜田雅功のものまねで出演。
- お笑いDynamite!（TBSテレビ） - 2008年12月29日。キャッチコピーは「ものまね王子」
- お笑いメリーゴーランド（TBSテレビ）
- 〜あらゆる世界を見学せよ〜潜入!リアルスコープ（フジテレビ）- 2011年5月7日
- ものまねグランプリ（日本テレビ）- 「B'z軍団」の一人として出演する他、2012年12月25日からは「ものまねビジーフォー」（グッチ裕三役）でも出演[8]。
- 人生が変わる1分間の深イイ話（日本テレビ）
- コロッケ千夜一夜（BS日テレ）
- スッキリ!!（日本テレビ）
- しゃべくり007（日本テレビ）
- 日曜×芸人（テレビ朝日）-チューブのものまねで出演
- とんねるずのみなさんのおかげでした・博士と助手〜細かすぎて伝わらないモノマネ選手権〜（フジテレビ）- 悲しい曲も陽気に歌ってしまうグッチ裕三のものまねで出演
- ギュッとまとめました（日本テレビ）- 松木安太郎のものまねで出演
- おはスタ（テレビ東京） - ダウンタウン浜田雅功のものまねで出演
- 有吉反省会（日本テレビ） - サンプラザ中野くんのものまね軍団で出演

### ラジオ
- 姫貴さゆりのSHOW輪ヒットパレード（渋谷クロスFM）
- ふじきイェイ!イェイ!と佐藤明洋＆アンチエイジ徳泉のごきげんなラジオ（東京ネットラジオ）- ラジオ冠番組

### 舞台
- プリンセス天功まつり　笑劇「地獄八景＜じごくはっけい＞」～あの世も、この世も、イリュージョン～
- サントリーホール開館25周年企画 サントリー×黒鯛プロデュース「ジャズ幽霊さん」
- ACEシアター「もうひとつの卒業物語」
- 劇団武士道「第十七陣記念本公演 五右衛門～伝説の盗賊へ～」
- Show劇　無=魂　「ONION～いのちあるところ～」
- ACEシアター「4月1日物語」
- 建設マン.com プロデュース公演　舞台「響け、」
- 劇団武士道　「渡り鳥～伝説は続く～」
- 「THE Sailor Tokyo Bay 東京湾はエンタテインメント♪」
- 石田衣良原作舞台　新人シナリオライター発掘プロジェクト『LAST & SEX』～終焉と悦楽～